# Венерони, Джованни
Джованни Венерони (фр. Giovanni Veneroni), при рождении Жан Виньеро́н (Jean Vigneron; 1642 года, Верден — 27 июня 1708 года, Париж) — французский лингвист и грамматик.

## Биография и труды
В молодости увлёкся итальянским языком, изучил его в таком совершенстве, что прибыв в Париж, начал выдавать себя за флорентийца и изменил свою фамилию на итальянский лад. Впоследствии, по-видимому, некоторое время жил в России.
В Париже его уроки итальянского способствовали ознакомлению французов с итальянской литературой. Перевёл на французский некоторых писателей Италии, но главные его труды — филологические:
- Итальяно-французский и франко-итальянский словарь (Париж, 1708);
- грамматика «Le Maitre italien» (П., 1710);
- «Краткий лексикон на четырёх языках: французском, итальянском, немецком и русском» (Москва, университетская типография, 1771).